# Атанас Ченгелев
Атанас Димитров Ченгелев (Ченгелов) е български просветен деец, директор на Солунската българска мъжка гимназия, педагог, специалист по тютюна. Той е първият българин експерт по тютюна с висше агрономическо образование.

## Биография
Атанас Ченгелев е роден на 30 август 1867 година в село Плевня, Драмско, в семейството на чорбаджи Димитър Ченгелев (Ченгенеолу). Атанас завършва основно образование в 1879 година в българското училище в родното си село. Завършва Софийската класическа гимназия в учебната 1885/1886 година. В 1888 година завършва агрономство в земеделската академия в Табор, Чехия. През 1897 година влиза в управителния съвет на новосъздаденото Българско благодетелно братство „Милосърдие“ в Солун. Същата година става учител в Солунската българска мъжка гимназия.
Между 1897 и 1899 година Ченгелев е директор на Солунската българска мъжка гимназия, като през 1905 година е ранен от гръцки андарти. На 1 септември 1899 година е назначен в Битолската българска класическа гимназия, където преподава химия.
От 22 – 24 април 1910 година в Солун се провежда първият събор на дружеството „Българска матица“, основано през 1909 година. Избрана е Върховна управа от 12 души с председател Христо Далчев, секретар Васил Шанов и ковчежник Димитър Василев. Оформени три комитета (отбора): Църковно-училищен - с председател Васил Динев, Книжовен - с председател Вениамин Димитров и Стопански - с председател Атанас Ченгелев. През 1911 година е избран и за член на новия състав на Екзархийския съвет.
През 1926 година е член на настоятелството на Станимашкото културно-просветно македонско братство. Същевременно работи като експерт при тютюневата кооперация „Асенова крепост“.
В град Пещера има Професионална гимназия по хранително-вкусови технологии „Атанас Ченгелев“.